# Alopoglossus viridiceps
Alopoglossus viridiceps — вид ящірок родини Alopoglossidae. Ендемік Еквадору. Описаний у 2014 році.

## Поширення і екологія
Alopoglossus viridiceps відомі з типової місцевості, розташованої в Еквадорських Андах, в заповіднику «Санта-Люсійський хмарний ліс» в провінції Пічинча, на висоті 1742 м над рівнем моря. Вони живуть у вологих гірських і хмарних тропічних лісах.